# 人名に由来する物理単位の一覧
人名に由来する物理単位の一覧（じんめいにゆらいするぶつりたんいのいちらん）は、人名に由来する物理単位の一覧である。

## SI
SIは、以下のとおり。

### 基本単位
基本単位は、以下のとおり。
- アンペア (ampere)（電流） -- アンドレ＝マリ・アンペール (André-Marie Ampère)[1]
- ケルビン (kelvin)（温度） -- ケルヴィン卿 (Lord Kelvin)

### 組立単位
組立単位は、以下のとおり。
- ウェーバ (weber)（磁束） -- ヴィルヘルム・ヴェーバー (Wilhelm Eduard Weber)
- オーム (ohm)（電気抵抗） -- ゲオルク・オーム (Georg Ohm)[1]
- グレイ (gray)（吸収線量） -- ルイス・ハロルド・グレイ (Louis Harold Gray)
- クーロン (coulomb)（電荷） -- シャルル・ド・クーロン (Charles de Coulomb)
- シーベルト (sievert)（線量当量） -- ロルフ・マキシミリアン・シーベルト (Rolf Maximilian Sievert)[1]
- ジーメンス (siemens)（電気伝導率） -- ヴェルナー・フォン・ジーメンス (Werner von Siemens)
- ジュール (joule)（エネルギー、仕事、熱量） -- ジェームズ・プレスコット・ジュール (James Prescott Joule)[1]
- セルシウス度（摂氏）(degree Celsius)（温度） -- アンデルス・セルシウス (Anders Celsius)[1]
- テスラ (tesla)（磁束密度） -- ニコラ・テスラ (Nikola Tesla)
- ニュートン (newton)（力） -- アイザック・ニュートン (Isaac Newton)[1]
- パスカル (pascal)（圧力） -- ブレーズ・パスカル (Blaise Pascal)[1]
- ファラド (farad)（静電容量） -- マイケル・ファラデー (Michael Faraday)
- ベクレル (becquerel)（放射能） -- アンリ・ベクレル (Henri Becquerel)[1]
- ヘルツ (hertz)（周波数） -- ハインリヒ・ヘルツ (Heinrich Hertz)[1]
- ヘンリー (henry)（インダクタンス） -- ジョセフ・ヘンリー (Joseph Henry)
- ボルト (volt)（電位、起電力） -- アレッサンドロ・ボルタ (Alessandro Volta)[1]
- ワット (watt)（仕事率、放射束） -- ジェームズ・ワット (James Watt)[1]

## CGS単位系
CGS単位系は、以下のとおり。
- エトヴェシュ（重力勾配） -- エトヴェシュ・ロラーンド
- エルステッド (oersted)（磁場の強さ） -- ハンス・クリスティアン・エルステッド (Hans Christian Ørsted)
- カイザー (kayser)（波数）-- ハインリッヒ・カイザー
- ガウス (gauss)（磁気誘導） -- カール・フリードリヒ・ガウス (Carl Friedrich Gauss)
- ガル (gal)（加速度） -- ガリレオ・ガリレイ (Galileo Galilei)
- ギルバート (gilbert)（起磁力） -- ウィリアム・ギルバート (William Gilbert)
- クラウジウス (clausius)（エントロピー） -- ルドルフ・クラウジウス (Rudolf Clausius)
- ストークス (stokes)（動粘度） -- ジョージ・ガブリエル・ストークス (George Gabriel Stokes)
- デバイ (debye)（電気双極子モーメント） -- ピーター・デバイ (Peter Debye)
- ビオ (biot)（電流） -- ジャン＝バティスト・ビオ (Jean-Baptiste Biot)
- フランクリン (franklin)（電荷） -- ベンジャミン・フランクリン (Benjamin Franklin)
- ポアズ (poise)（粘度） -- ジャン・ポアズイユ (Jean Poiseuille)
- マクスウェル (maxwell)（磁束） -- ジェームズ・クラーク・マクスウェル (James Clerk Maxwell)
- マッヘ (mache)（放射能濃度） -- ハインリッヒ・マッヘ (Heinrich Mache)
- ラングレー (langley)（太陽放射） -- サミュエル・ラングレー (Samuel Langley)
- ランバート (lambert)（輝度） -- ヨハン・ハインリッヒ・ランベルト (Johann Heinrich Lambert)
- レイリー (rayl)（音響インビーダンス） -- ジョン・ウィリアム・ストラット (第3代レイリー男爵) (Lord Rayleigh)

## その他
- アインシュタイン (einstein)（光子の数） -- アルベルト・アインシュタイン (Albert Einstein)
- アーラン (Erlang unit)（トラヒック量） -- アグナー・アーラン (Agner Krarup Erlang)
- エクスレ度 (degree Öchsle)（ブドウ果汁の比重）-- フェルディナント・エクスレ (Ferdinand Öchsle)
- 藤田スケール (Fujita Scale)（竜巻の規模）--藤田哲也
- オングストローム (ångström)（長さ） -- アンデルス・オングストローム (Anders Ångström)
- キュリー (curie)（放射能） -- マリ・キュリー (Marie Curie)とピエール・キュリー (Pierre Curie)
- シーグバーン (siegbahn)（長さ） -- マンネ・シーグバーン (Manne Siegbahn)
- シャノン (shannon)（情報量） -- クロード・シャノン (Claude Shannon)
- ジャンスキー (jansky)（電磁放射束密度） -- カール・ジャンスキー (Karl Jansky)
- スコヴィル値 (Scoville units)（唐辛子の辛さ） -- ウィルバー・スコヴィル (Wilbur Scoville)
- スベドベリ (svedberg)（沈降係数） -- テオドール・スヴェドベリ (Theodor Svedberg)
- スベルドラップ (sverdrup)（体積流量） -- ハラルド・スベルドラップ (Harald Sverdrup)
- ダルシー (darcy)（透水性） -- ヘンリー・ダルシー (Henry Darcy)
- ドブソン単位 (Dobson unit)（大気中のオゾン量） -- ゴードン・ドブソン (Gordon Dobson)
- ドリル度 (degree Delisle)（温度） -- ジョゼフ＝ニコラ・ドリル (Joseph-Nicolas Delisle)
- トル (torr)（圧力） -- エヴァンジェリスタ・トリチェリ (Evangelista Torricelli)
- ドルトン (dalton)（質量） -- ジョン・ドルトン (John Dalton)
- トロランド (troland)（網膜照度） --  レナード・T・トロランド (Leonard Troland)
- ニュートン度 (degree Newton)（温度） -- アイザック・ニュートン (Isaac Newton)
- ネーパ (neper)（無次元量） -- ジョン・ネイピア (John Napier)
- ハウンズフィールド尺度 (Hounsfield scale)（放射線濃度） -- ゴッドフリー・ハウンズフィールド (Godfrey Hounsfield)
- バーク尺度 (Bark scale)（音響心理学的尺度） -- ハインリッヒ・バルクハウゼン (Heinrich Barkhausen)
- ハートレー (hartley)（情報量） -- ラルフ・ハートレー (Ralph Hartley)
- ファーレンハイト度（華氏）(degree Fahrenheit)（温度） -- ガブリエル・ファーレンハイト (Gabriel Fahrenheit)
- ファラデー (faraday)（電荷） -- マイケル・ファラデー (Michael Faraday)
- フェルミ (fermi)（長さ） -- エンリコ・フェルミ (Enrico Fermi)
- プランク単位系 (Planck units) -- マックス・プランク (Max Planck)
- ブリュースター (brewster)（応力光学係数） -- ディヴィッド・ブリュースター (David Brewster)
- ベル (bel)（無次元量） -- アレクサンダー・グラハム・ベル (Alexander Graham Bell)
- ボーメ度 (degree Baumé)（比重） -- アントワーヌ・ボーメ (Antoine Baumé)
- ポンスレ (poncelet)（仕事率） -- ジャン＝ヴィクトル・ポンスレ (Jean-Victor Poncelet)
- マッハ数 (Mach number)（相対速度） -- エルンスト・マッハ (Ernst Mach)
- メルカリ震度階級 (Mercalli intensity scale)（地震の揺れの大きさ） -- ジュゼッペ・メルカリ (Giuseppe Mercalli)
- モーガン (morgan)（遺伝子組換え頻度） -- トーマス・ハント・モーガン (Thomas Hunt Morgan)
- ユカワ (yukawa)（長さ） -- 湯川秀樹
- ランキン度 (degree Rankine)（温度） -- ウィリアム・ランキン (William Rankine)
- リヒター・スケール (Richter scale)（地震の大きさ） -- チャールズ・リヒター (Charles Richter)
- ラングミュア (langmuir)（gas exposure dose） -- アーヴィング・ラングミュア (Irving Langmuir)
- レオミュール度 (degree Réaumur)（温度） --  ルネ・レオミュール (René Réaumur)
- レーマー度 (degree Rømer)（温度） -- オーレ・レーマー (Ole Rømer)
- レントゲン (röntgen)（X線やガンマ線の照射線量） -- ヴィルヘルム・レントゲン (Wilhelm Röntgen)[1]